# مشكل
المشكل هو ما لا ينال المراد منه إلا بتأمل بعد الطلب. وهو الداخل في أشكاله، أي في أمثاله وأشباهه. مأخوذ من قولهم، أشكل أي صار ذا شكل، كما يقال: أحرم، إذا دخل في الحرم، وصار ذا حرمة، مثل قوله تعالى ﴿قوارير من فضة﴾، أنه أشكل في أوان الجنة لاستحالة اتخاذ القارورة من الفضة، والأشكال هي الفضة والزجاج. فإذا تأملنا علمنا أن تلك الأواني لا تكون من الزجاج ولا من الفضة، بل لها حظ منهما، إذ القارورة تستعار للصفاء، والفضة للبياض، فكانت الأواني في صفاء القارورة وبياض الفضة.